# تپه و گورستان چهار دیوار
تپه و قبرستان چهار دیوار مربوط به دوره ساسانیان است و در مه‌آباد، منطقه منگورآباد، مه‌آباد (فیروزکوه) واقع شده و این اثر در تاریخ ۱۷ خرداد ۱۳۳۵ با شمارهٔ ثبت ۱۲۳۹ به‌عنوان یکی از آثار ملی ایران به ثبت رسیده است.